# Hongdae, Seoul
Hongdae (tiếng Hàn: 홍대; Hanja: 弘大) là một khu vực ở Seoul, Hàn Quốc gần Đại học Hongik. Nơi đây được biết đến với nghệ thuật đường phố và văn hóa nhạc indie, câu lạc bộ và giải trí. Khu vực này nằm ở Mapo-gu phía tây Seoul, trải dài từ Seogyo-dong đến Hapjeong-dong.

## Tên gọi
Hongdae (tiếng Hàn: 홍대) là tên viết tắt của Hongik Daehakgyo, Đại học Hongik (홍익대학교). Thuật ngữ 'hongdae' thường được sử dụng liên quan đến Đại học Hongik, một trong những trường đại học mỹ thuật hàng đầu quốc gia tại Hàn Quốc.

## Đặc điểm

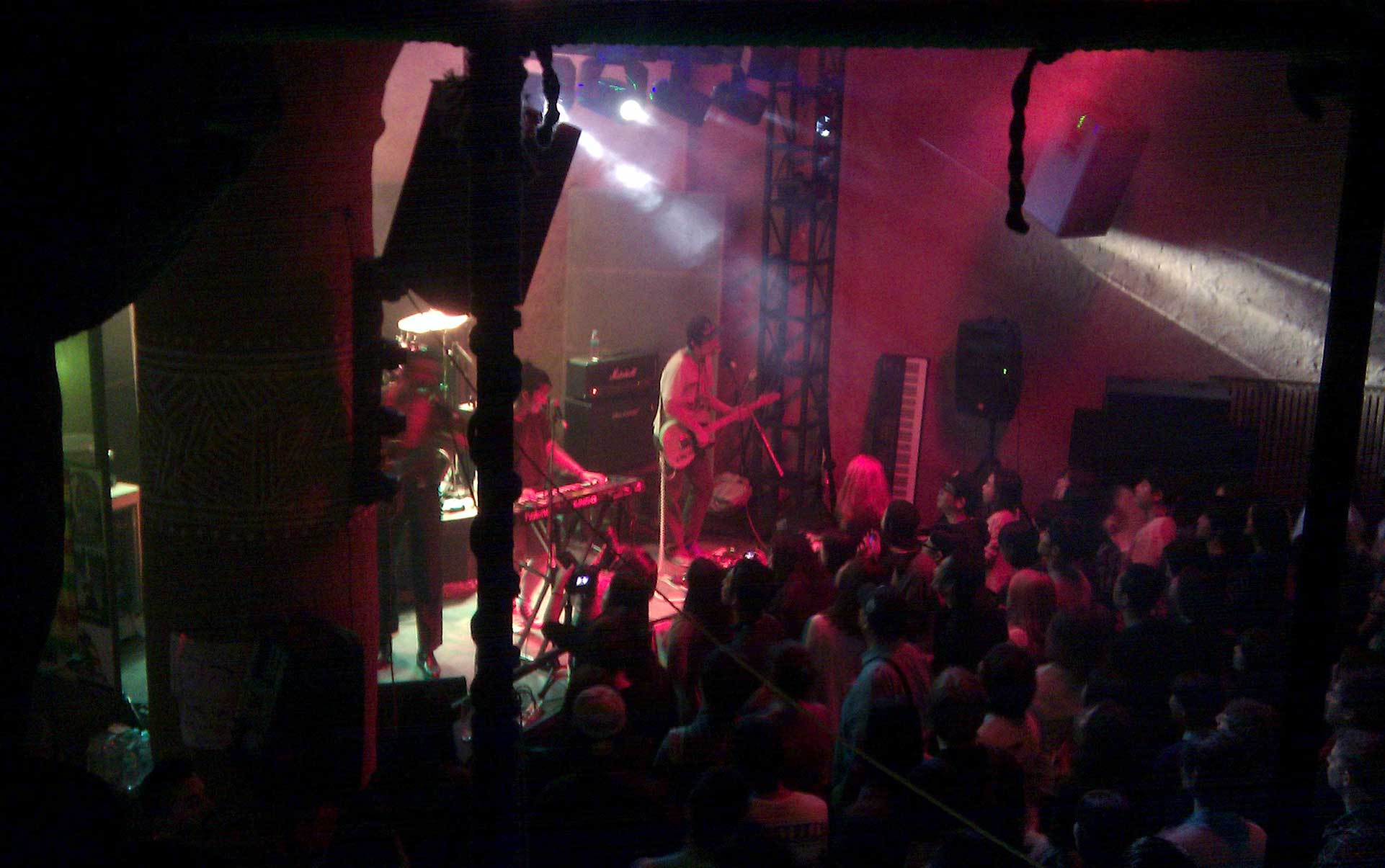
Một ban nhạc indie đang biểu diển tại một câu lạc bộ địa phương

Khu vực Hongdae được xem là giống như một quán cà phê thời thượng và khu vực giải trí về đêm dành cho sinh viên, với nhiều quán bar và những câu lạc bộ đêm. Hongdae cũng nổi tiếng với sân khấu indie, nghệ thuật đường phố đô thị và các nhạc sĩ trong giới underground. Nhiều ban nhạc nổi tiếng như Jaurim, Crying Nut và Peppertones đều đến từ con phố này và trở thành các ban nhạc indie. Khu vực này tổ chức lễ hội nghệ thuật đường phố, các buổi trình diễn, cũng như các buổi hòa nhạc của các nghệ sĩ độc lập và các nghệ sĩ giải trí chính thống.
Dưới sự ảnh hưởng của Đại học Hongik (Hongdae) nổi tiếng là trường đại học nghệ thuật danh tiếng, khu phố này được xây dựng trên nền tảng của những tâm hồn nghệ thuật từ những năm 1990. Trong những ngày đầu, nhờ tiền thuê rẻ, các nhạc sĩ và nghệ sĩ đường phố bắt đầu di chuyển vào các khu làm việc hoặc cửa hàng của khu vực Hongdae. Nhiều nơi đã biến thành các quán cà phê hoặc địa điểm nhạc sống, khu vực này nổi tiếng là thánh địa của nghệ thuật đô thị và văn hóa câu lạc bộ của giới underground.
Giống như các vùng đô thị đa văn hóa khác, phố Hongdae đang trải qua quá trình cải tạo các khu dân cư đô thị xuống cấp. Tuy nhiên, bất chấp sự bùng nổ gần đây của các cửa hàng thương hiệu cao cấp đẩy các nghệ sĩ di chuyển về phía nam gần ga Hapjeong, đường phố vẫn nổi tiếng là địa điểm chính của các nhạc sĩ indie. Nhiều địa điểm và lễ hội nhạc sống thu hút một lượng lớn du khách. YG Entertainment, công ty giải trí lớn của K-pop cũng tọa lạc gần Hongdae.
Ngoài văn hóa nghệ thuật indie, Hongdae còn có các quầy bán quần áo độc lập và cửa hàng cổ điển. Đồng thời, có những quán cà phê theo chủ đề cho các nhân vật và thú cưng. Năm 2016, Hongdae được xếp hạng là một trong những khu phố độc đáo nhất thế giới.

## Sự kiện

### Lễ hội Zandari

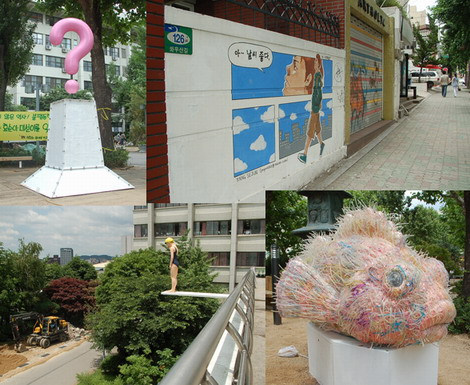
Triển lãm nghệ thuật đường phố

Zandari Festa được đặt theo tên 'Zandari', tên cũ của đường phố khu vực Hongdae. 'Zandari' ngụ ý cây cầu nhỏ, và tham vọng của lễ hội cũng là cầu nối giữa các nghệ sĩ và khán giả xung quanh sân khấu âm nhạc indie địa phương. Mỗi mùa thu, nó được tổ chức trong hơn 3 ngày tại các câu lạc bộ trực tiếp được lên lịch trước. Lễ hội khuyến khích các ban nhạc tự mời, các nghệ sĩ cũng được khuyến khích tham gia lên kế hoạch và quảng bá cho các chương trình họ biểu diễn.

### Ngày hội Câu lạc bộ Trực tiếp
Kể từ tháng 3 năm 2001, 'Ngày hội Câu lạc bộ' bắt đầu như một sự kiện được hỗ trợ bằng dây đeo cổ tay, cho phép tham gia vào nhiều câu lạc bộ chỉ với một mức giá. Sau năm 2007, 'Ngày hội Âm thanh' cũng đã ra mắt cùng với các địa điểm tổ chức buổi hòa nhạc. Trong thời gian từ năm 2008 đến đầu năm 2009, họ đã bị đình chỉ do bạo lực và xáo trộn ở mức độ cao bởi các binh sĩ quân đội Hoa Kỳ và các cá nhân vị thành niên. Họ đã mở cửa trở lại nhưng đóng cửa sớm vào tháng 1 năm 2011 (ví dụ như Ngày hội Câu lạc bộ 117), chủ yếu là do tranh chấp về phân phối lợi nhuận giữa các câu lạc bộ khiêu vũ/trực tiếp phổ biến và ngân sách khác.
Sau bốn năm không hoạt động, vào tháng 1 năm 2015, sáu câu lạc bộ trực tiếp đã thành lập 'Hợp tác câu lạc bộ trực tiếp' và với các câu lạc bộ khác, họ đã tổ chức lại 'Ngày hội câu lạc bộ trực tiếp' vào ngày 27 tháng 2. 'Ngày hội câu lạc bộ trực tiếp' được tổ chức vào ngày thứ sáu cuối cùng hằng tháng. Hệ thống vé giống như trước đây, khách tham dự có thể tham gia vào nhiều câu lạc bộ với nhiều thể loại khác nhau bao gồm rock, jazz, hip hop, điện tử chỉ với một vé.

### Triển lãm Nghệ thuật Đường phố

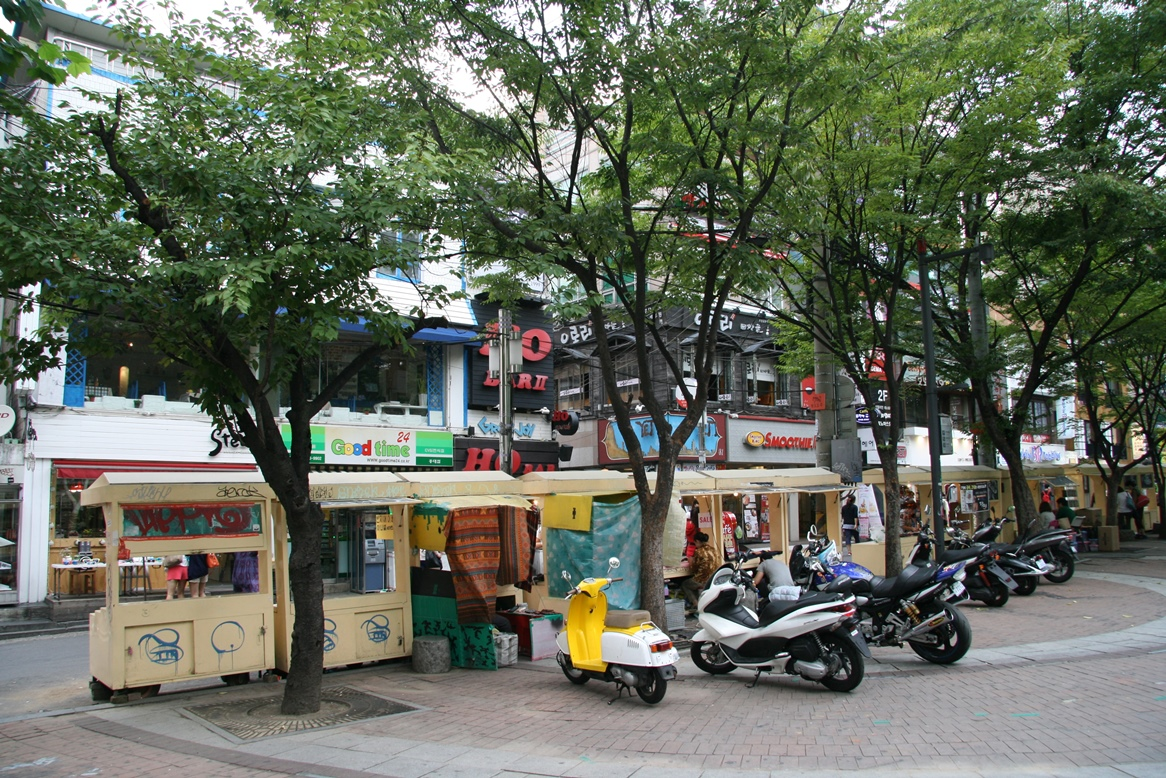
Phố buôn Hongdae Playground ở Wausan-ro 21-gil

Vào đầu những năm 1990, các sinh viên của Trường Mỹ thuật tại Đại học Hongik bắt đầu trang trí đường phố, tường và khu phố quanh trường. Những nỗ lực của họ đã sớm được nhiều nghệ sĩ từ khắp đất nước cùng tham gia và 'Lễ hội nghệ thuật đường phố' đầu tiên được tổ chức vào năm 1993. Hằng năm, sinh viên của Đại học Hongik và các nghệ sĩ tạo ra sự đa dạng về nghệ thuật thị giác trên đường phố Hongdae như vẽ tranh tường graffiti, nghệ thuật sắp đặt và biểu diễn.

### Chợ Tự do
'Hongdaeap Artmarket Freemarket' được tổ chức trên Sân chơi Hongdae 'Hongdae Playground', nằm trước cổng chính của Đại học Hongik. Nó được tổ chức vào cuối tuần, từ tháng 3 đến tháng 11 lúc 13 giờ đến 18 giờ bởi một tổ chức phi lợi nhuận là Trung tâm Sáng tạo Nghệ thuật  và Cuộc sống (일상 예술 창작 센터)' từ năm 2002. Những phiên chợ trời còn được gọi là "Chợ tự do" vào thứ bảy và "Chợ hy vọng" vào chủ nhật. Đó là những chợ thủ công non trẻ chuyên bán những thứ được tạo ra bởi các sinh viên và nghệ sĩ đường phố. Các chợ văn hóa khác đã bị ảnh hưởng bởi sân chơi chợ tự do này và mở ra ngẫu nhiên xung quanh khu vực Hongdae.

## Giao thông
Khu vực này được phục vụ bằng tàu điện ngầm thông qua Ga Đại học Hongik (), Ga Hapjeong ( và ), Ga Sangsu (). Ngoài ra, cũng có nhiều tuyến xe buýt Seoul đến khu vực này.

## Trong văn hóa phổ biến
Khu vực Hongdae được sử dụng để quay phim các bộ phim điện ảnh và phim truyền hình trong nước, gồm có:
- Năm 2007, Quán cà phê hoàng tử của MBC[16][17]
- Năm 2010, Marry Me, Mary! của KBS
- Năm 2011, Tiệm mì mỹ nam của tvN[18]
- Năm 2012, Phẩm chất quý ông của SBS
- Năm 2018, Blackpink House của JTBC

Vào tháng 7 năm 2015, ca sĩ nhạc pop người Bỉ Sioen đã sáng tác một bài hát dựa trên khu vực ở Hàn Quốc này.
Trung tâm trò chơi đã được giới thiệu rất nhiều trong chương trình thực tế Fromis's Room năm 2017.

## Thư viện ảnh

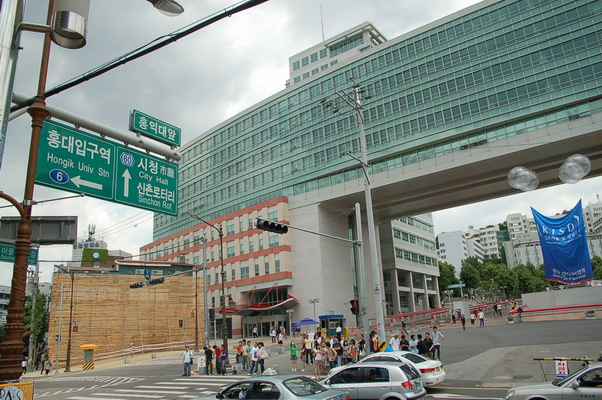
Cổng chính trường Đại học Hongik
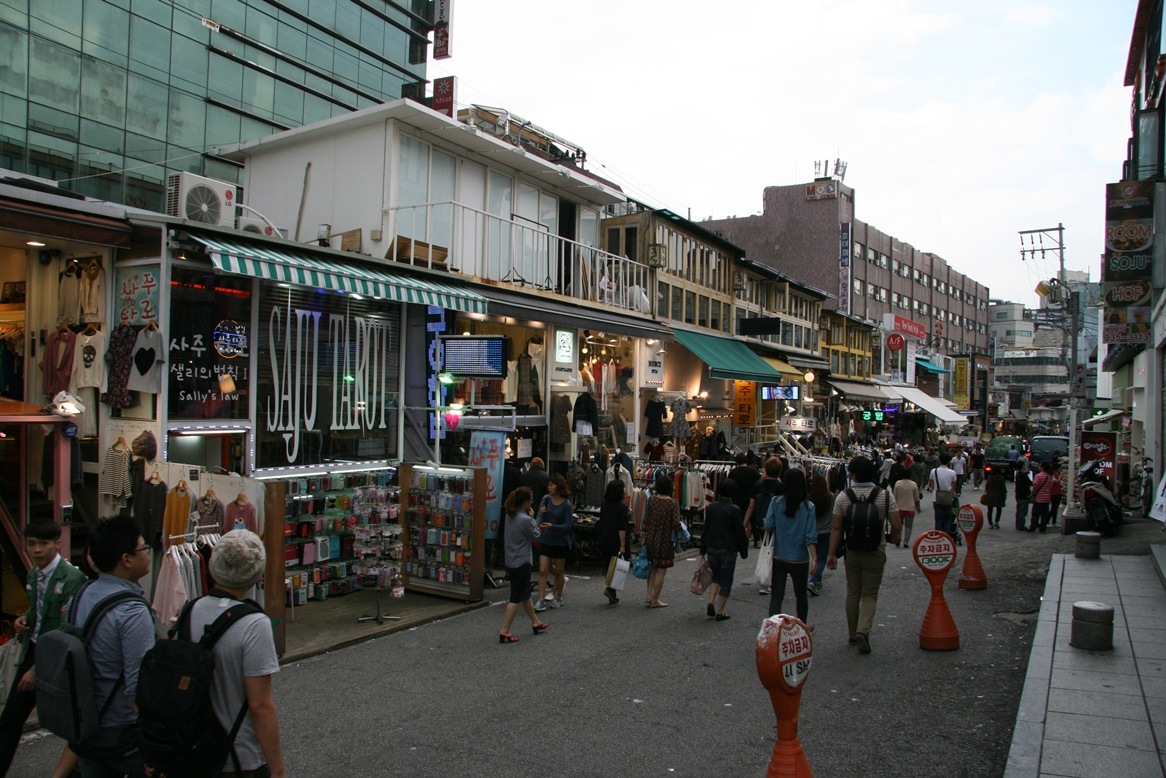
Các quầy bán quần áo độc lập trên Eoulmadang-ro
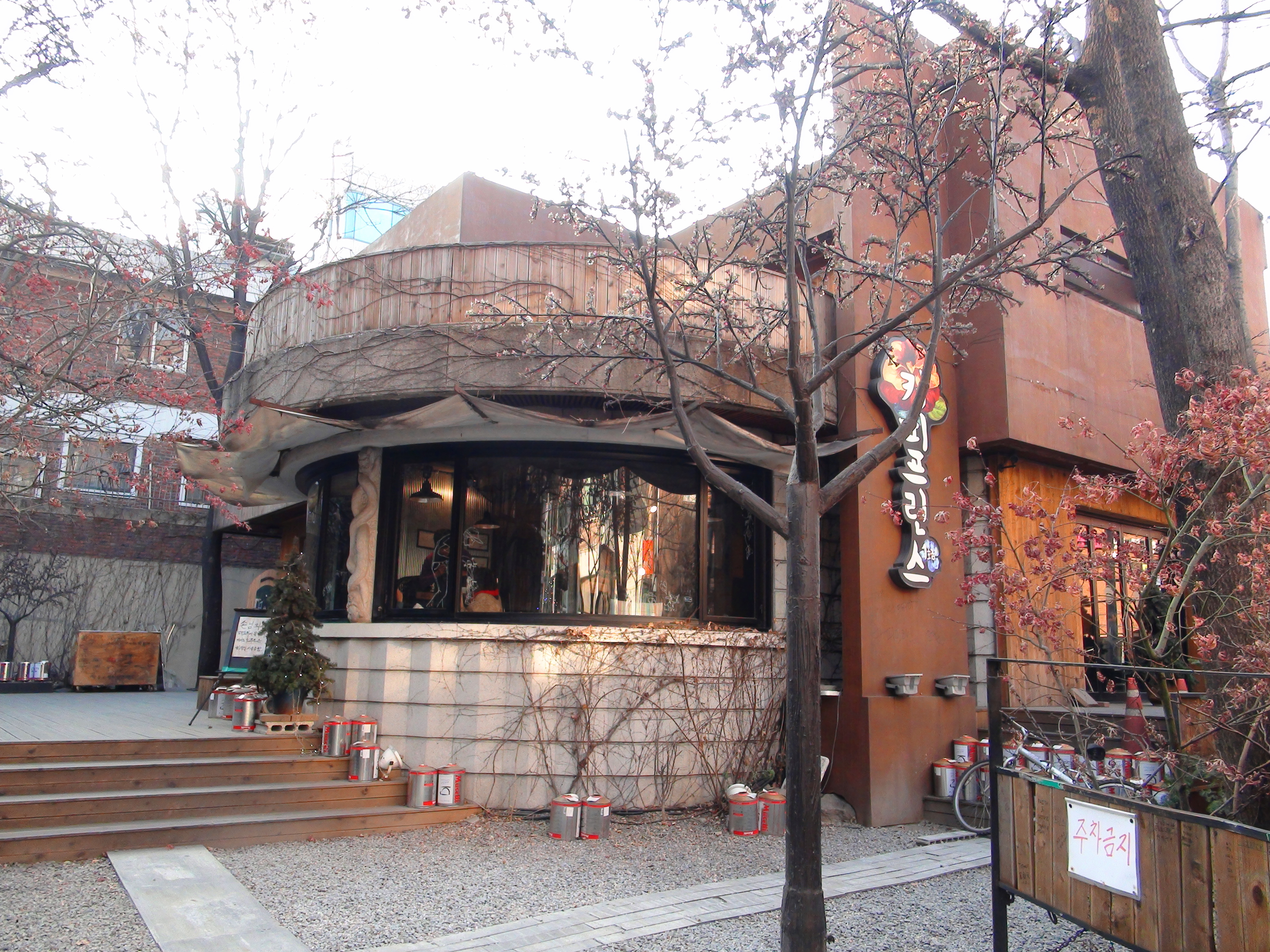
Bên ngoài Quán Cà phê Hoàng tử
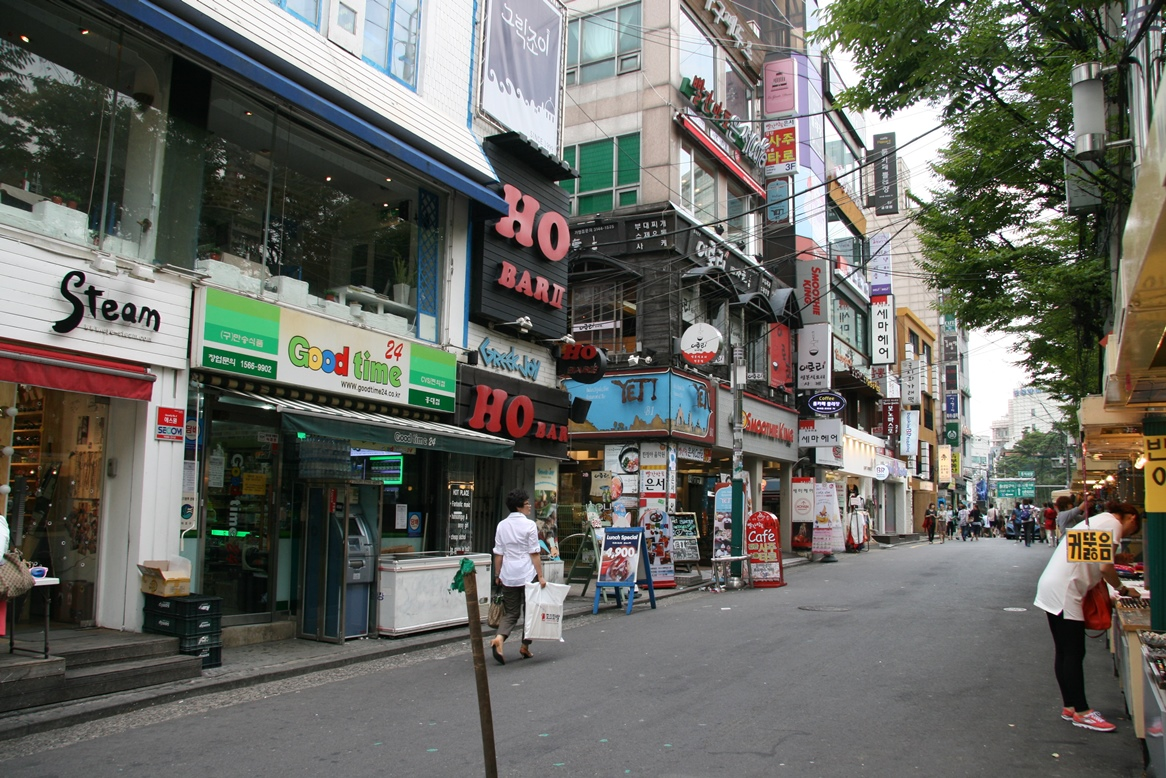
Những cửa hàng trên Wausan-ro 21-gil đối diện Hongdae Playground
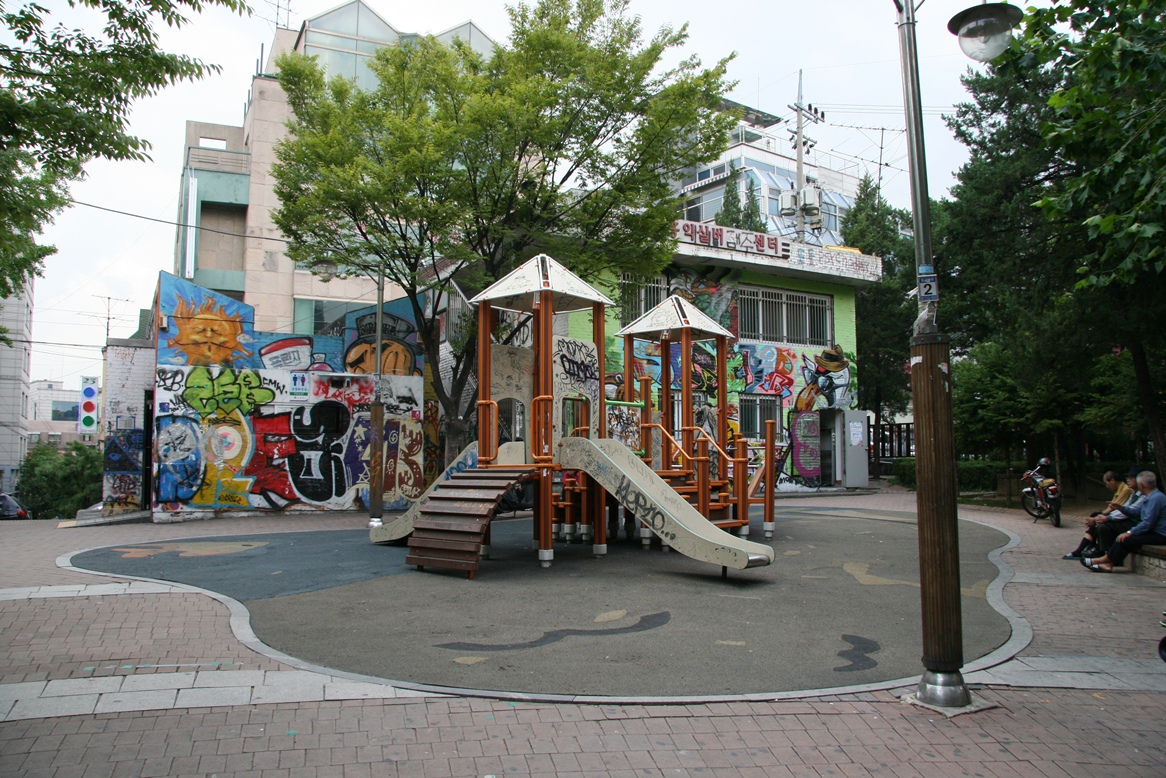
Sân chơi Hongdae (Hongdae Playground) năm 2012